# Fritz Klenner
Fritz Klenner (* 13. August 1906 in Wien; † 29. Dezember 1997 ebenda) war ein österreichischer Autor, Banker, Gewerkschafter, Politiker und langjähriger Abgeordneter der Sozialdemokratischen Partei Österreichs (SPÖ) zum österreichischen Nationalrat.

## Karriere
Nach Besuch von vier Klassen Untermittelschule wurde Klenner Bankangestellter (1921–1927) und Vorstandsmitglied als Bildungsreferent und Redakteur des Bundes der Bank- und Sparkassengehilfen (1924–1934), dann Angestellter der Zentralsparkasse (1927–1945), wo er Betriebsrat bzw. Vertrauensmann (1928–1938) war. Er war Mitglied der illegalen Leitung der freien Angestelltengewerkschaft (1934–1938) und Obmann der Sozialistischen Arbeiterjugend in Wien/Josefstadt (Wien) (1927–1931). Im Zweiten Weltkrieg diente er in der deutschen Wehrmacht in Norwegen und in Frankreich. Nach Kriegsende wurde er Angestellter des ÖGB, Pressereferent und Redakteur der zentralen Gewerkschaftspresse (1945–1947), Verlagsleiter des Verlages des ÖGB und der angeschlossenen Unternehmungen (1947), stellvertretender Generalsekretär des ÖGB und Mitglied des Vorstandes des Internationalen Bundes freier Gewerkschaften, Mitglied der Europäischen Regional-Organisation (ERO), Mitglied der Parteivertretung der SPÖ (1957). Er war Dozent für Gewerkschaftsgeschichte an der Sozialakademie der Kammer für Arbeiter und Angestellte für Wien (1956–1968), Generaldirektor der BAWAG (1963–1972) und schließlich Aufsichtsratsvorsitzender der BAWAG (1972–1981). Klenner war Abgeordneter zum Nationalrat (VIII.–IX. GP) für die SPÖ von 12. Februar 1958 bis 3. November 1961. Er wurde am Wiener Zentralfriedhof bestattet.

## Werke (Auswahl)
- Das grosse Unbehagen; Europa-Verlag, Wien 1960
  - Das grosse Unbehagen; Büchergilde Gutenberg, Frankfurt a. M. 1962
- Umdenken tut not!; Europaverlag, Wien 1966
- Sozialismus in der Sackgasse?; Europaverlag, Wien 1974
- Die österreichischen Gewerkschaften; Verlag des Österr. Gewerkschaftsbundes, Wien 1974, 6., überarb. u. erw. Aufl.
- Wirtschaft und Politik; Europaverlag, Wien 1976
- Denkanstösse zum Überleben; Europaverlag, Wien 1976
- Eine Renaissance Mitteleuropas; Europaverlag, Wien 1978
- 35 Jahre Österreichischer Gewerkschaftsbund; ÖGB, Referat für Bildung und Arbeitswiss., Wien 1980
- Neunzig Jahre Kampf; Österr. Gewerkschaftsbund, Gewerkschaft Metall, Bergbau, Energie, Wien 1980
- Hundert Jahre österreichische Gewerkschaftsbewegung; Verl. des Österr. Gewerkschaftsbundes, Wien 1981
- Die Misere latenten Unbehagens; Europaverlag, Wien 1981
- Flucht in die Niederlage; Europaverlag, Wien 1984, 2., erg. Aufl. ISBN 3-203-50887-7
- Die österreichische Gewerkschaftsbewegung; ÖGB-Verl., Wien 1999, 2., bearb. und aktualisierte Aufl.

## Ehrungen
- 1959 wurde Fritz Klenner der Berufstitel Professor verliehen.
- 1966 wurde er zum Ehrenbürger der Universität Wien ernannt.[1]
- Inhaber der Johann-Böhm-Plakette
- Träger des Karl-Ausch-Preises für Wirtschaftspublizistik